# Resolució 206 del Consell de Seguretat de les Nacions Unides
La Resolució 206 del Consell de Seguretat de les Nacions Unides, aprovada per unanimitat el 15 de juny de 1965 després de reafirmar les resolucions anteriors sobre el tema, el Consell va ampliar l'estacionament a Xipre de la Força de les Nacions Unides pel Manteniment de la Pau a Xipre durant 6 mesos addicionals, que ara acaben el 26 de desembre de 1965. El Consell també va convocar tots els estats membres a complir amb aquesta i les resolucions anteriors, i les parts directament interessades que segueixin actuant amb la màxima restricció i cooperin plenament amb la força de manteniment de la pau.